# Steffen Büttner
Steffen Büttner (* 2. listopadu 1963) je bývalý východoněmecký fotbalista, obránce.

## Fotbalová kariéra
Ve východoněmecké oberlize hrál za Dynamo Drážďany. Nastoupil ve 105 ligových utkáních a dal 3 góly. V letech 1989 a 1990 získal s Dynamem Drážďany mistrovský titul a v letech 1985 a 1990 východoněmecký fotbalový pohár. V Bundeslize nastoupil za Dynamo Drážďany v 16 utkáních. V Poháru mistrů evropských zemí nastoupil v 6 utkáních, v Poháru vítězů poháru nastoupil ve 3 utkáních a v Poháru UEFA nastoupil v 5 utkáních. Za reprezentaci Východního Německa (NDR) nastoupil v roce 1990 ve 3 utkáních. Kariéru končil v nižších soutěžích v týmech 1. FC Union Berlin, Dresdner SC a FV Dresden 06.

## Ligová bilance
| Ročník               | Zápasy | Góly | Klub            |
| -------------------- | ------ | ---- | --------------- |
| DDR-Oberliga 1984/85 | 4      | 1    | Dynamo Drážďany |
| DDR-Oberliga 1985/86 | 16     | 0    | Dynamo Drážďany |
| DDR-Oberliga 1986/87 | 21     | 0    | Dynamo Drážďany |
| DDR-Oberliga 1987/88 | 7      | 0    | Dynamo Drážďany |
| DDR-Oberliga 1988/89 | 11     | 0    | Dynamo Drážďany |
| DDR-Oberliga 1989/90 | 21     | 0    | Dynamo Drážďany |
| DDR-Oberliga 1990/91 | 25     | 2    | Dynamo Drážďany |
| Bundesliga 1991/92   | 16     | 0    | Dynamo Drážďany |
| CELKEM DDR-Oberliga  | 105    | 3    |                 |
| CELKEM Bundesliga    | 16     | 0    |                 |